# Elitserien 96
Elitserien 96 är ett ishockeyspel till Sega Mega Drive från 1995 baserat på Elitserien i ishockey utvecklat av Neurotstone. På spelets manual syns NHL-proffset Tomas Holmström (då i Luleå Hockey) som åker på en tryckare av AIK:s back Brett Hauer. På omslaget är det däremot AIK Hockey:s Morgan Samuelsson.

## Övrigt
- Förutom Elitserie-klubbarna tillkommer allstar-lagen Nord och Syd.